# Бладвейн 12
Бладвейн 12 (англ. Bloodvein 12) — індіанська резервація в Канаді, у провінції Манітоба, у межах невключеної частини переписної області №19.

## Населення
За даними перепису 2016 року, індіанська резервація нараховувала 687 осіб, показавши зростання на 6,8%, порівняно з 2011-м роком. Середня густина населення становила 44,3 осіб/км².
З офіційних мов обидвома одночасно не володів жоден з жителів, тільки англійською — 685. Усього 235 осіб вважали рідною мовою не одну з офіційних, з них 230 — одну з корінних мов.
Працездатне населення становило 50% усього населення, рівень безробіття — 40%.
Середній дохід на особу становив $19 056 (медіана $12 064), при цьому для чоловіків — $19 238, а для жінок $18 865 (медіани — $8 480 та $13 152 відповідно).
15,6% мешканців мали закінчену шкільну освіту, не мали закінченої шкільної освіти — 64,4%, 20% мали післяшкільну освіту, з яких 16,7% мали диплом бакалавра, або вищий.
| Статево-вікова структура населення | Статево-вікова структура населення | Статево-вікова структура населення | Статево-вікова структура населення | Статево-вікова структура населення |
| ---------------------------------- | ---------------------------------- | ---------------------------------- | ---------------------------------- | ---------------------------------- |
|                                    |                                    |                                    |                                    |                                    |
| Всього                             | Всього                             | 48,9%51,1%                         |                                    |                                    |
| 0 — 14 років                       | 0 — 14 років                       |                                    | 34,6%                              | 34,6%                              |
| 15 — 64 років                      | 15 — 64 років                      |                                    | 64%                                | 64%                                |
| 65 і більше                        | 65 і більше                        |                                    | 1,5%                               | 1,5%                               |
| Середній вік (років)               | Середній вік (років)               | 27,124,6                           | 25,9                               | 25,9                               |
| Медіана (років)                    | Медіана (років)                    | 25,221,5                           | 23,4                               | 23,4                               |
| — чоловіки — жінки                 |                                    |                                    |                                    |                                    |

| Походження мешканців:     | Походження мешканців:     | Походження мешканців: | Походження мешканців: | Походження мешканців: |
| ------------------------- | ------------------------- | --------------------- | --------------------- | --------------------- |
| Походження                |                           |                       | осіб                  | %                     |
| Корінні американці        | Корінні американці        |                       | 675                   | 97.83%                |
| Інше північноамериканське | Інше північноамериканське |                       | 0                     | 0%                    |
| Європейське               | Європейське               |                       | 65                    | 9.42%                 |
| британське                | британське                |                       | 10                    | 1.45%                 |
| французьке                | французьке                |                       | 30                    | 4.35%                 |

## Клімат
Середня річна температура становить 0,8°C, середня максимальна – 22°C, а середня мінімальна – -25,7°C. Середня річна кількість опадів – 582 мм.
| Клімат поселення                              | Клімат поселення | Клімат поселення | Клімат поселення | Клімат поселення | Клімат поселення | Клімат поселення | Клімат поселення | Клімат поселення | Клімат поселення | Клімат поселення | Клімат поселення | Клімат поселення | Клімат поселення |
| Показник                                      | Січ.             | Лют.             | Бер.             | Квіт.            | Трав.            | Черв.            | Лип.             | Серп.            | Вер.             | Жовт.            | Лист.            | Груд.            |                  |
| Середній максимум, °C                         | −14,18           | −10,76           | −3,24            | 6,86             | 14,98            | 21,06            | 22,04            | 20,70            | 14,86            | 7,94             | −1,93            | −12,29           |                  |
| Середня температура, °C                       | −19,95           | −16,5            | −8,98            | 1,10             | 9,22             | 15,30            | 18,36            | 17,02            | 11,17            | 4,26             | −5,61            | −15,96           |                  |
| Середній мінімум, °C                          | −25,71           | −22,29           | −14,75           | −4,67            | 3,46             | 9,52             | 14,67            | 13,35            | 7,50             | 0,58             | −9,3             | −19,65           |                  |
| Норма опадів, мм                              | 27               | 18               | 27               | 26               | 45               | 80               | 68               | 86               | 74               | 59               | 46               | 26               |                  |
| Середньомісячна швидкість вітру, м/с          | 3.60             | 3.50             | 3.75             | 3.90             | 3.90             | 3.70             | 3.60             | 3.80             | 4.10             | 4.30             | 4.20             | 3.70             |                  |
| Середньомісячна сонячна радіація, кДж/м²·день | 3959             | 7524             | 12621            | 17508            | 20438            | 21148            | 21212            | 17698            | 11810            | 6763             | 3720             | 2847             |                  |
| --------------------------------------------- | ---------------- | ---------------- | ---------------- | ---------------- | ---------------- | ---------------- | ---------------- | ---------------- | ---------------- | ---------------- | ---------------- | ---------------- | ---------------- |
| Джерело:                                      |                  |                  |                  |                  |                  |                  |                  |                  |                  |                  |                  |                  |                  |